# Gyöngyös

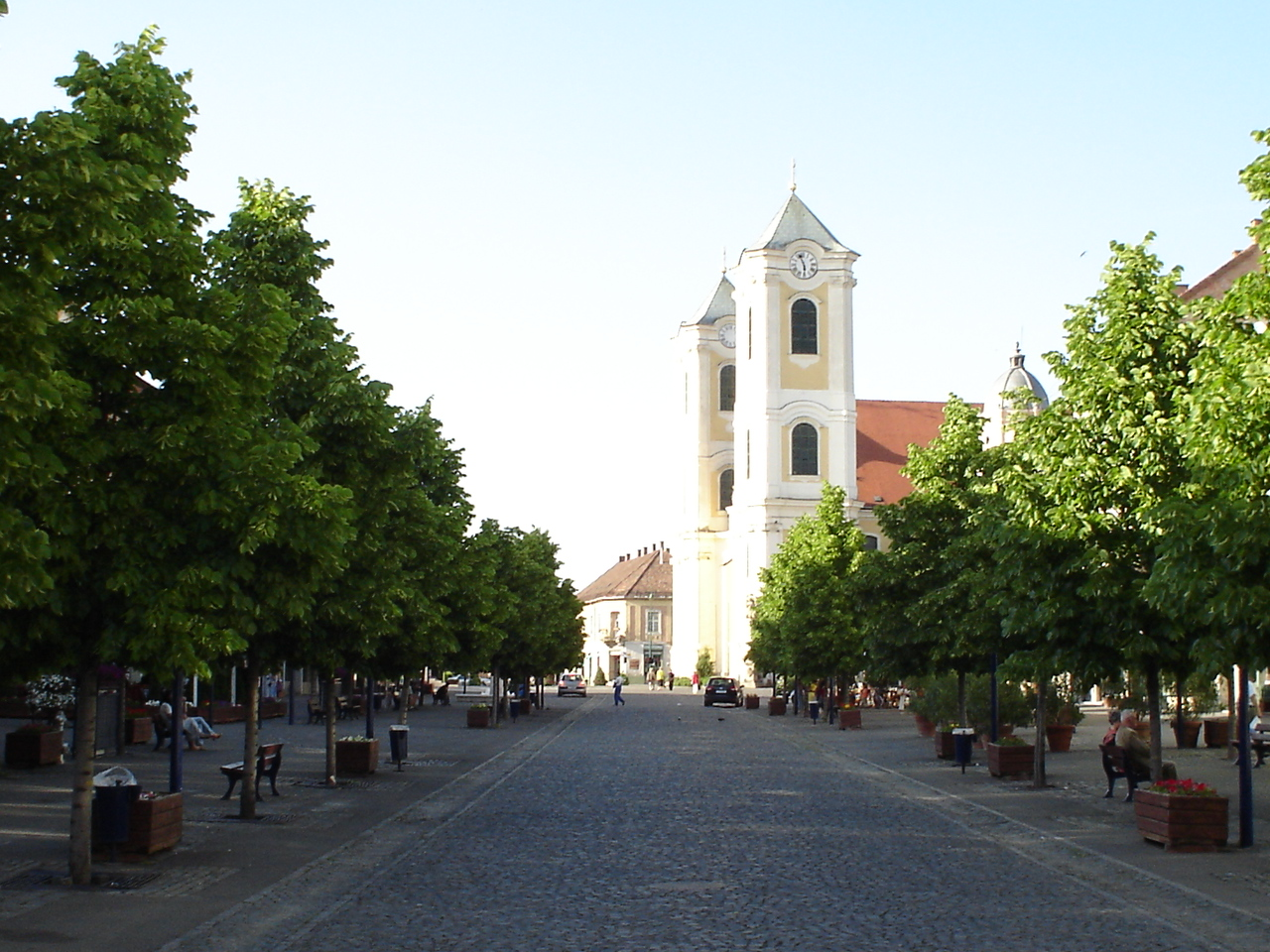
Der Hauptplatz von Gyöngyös, im Hintergrund die Apostel-St.-Bertold-Kirche

Gyöngyös [ˈɟøɲɟøʃ] (deutsch: Gengeß) ist eine ungarische Stadt im gleichnamigen Kreis im Komitat Heves etwa 90 km östlich von Budapest mit etwa 33.000 Einwohnern. Gelegen nahe dem Mátra-Gebirge am Fuße des Berges Sárhegy, ist sie die Heimat von zahlreichen Lebensmittelbetrieben, z. B. Milch- und Wurstfabriken, außerdem ist sie die Heimat von vielen Winzern, die die Hänge des Sárhegy zum Anbau von Weinreben nutzen.

## Geschichte
Erstmals wurde die Stadt als Gungus in einer Urkunde von 1261 erwähnt. 1334 wurde sie von Karl I. von Ungarn mit Stadtrechten versehen. Der Weinanbau, wichtige von Budapest führende Handelsstraßen, aber auch Handelsstraßen in den gebirgigeren Norden machten Gyöngyös zu einer schnell wachsenden Siedlung, so dass sie ab den dreißiger Jahren des 14. Jahrhunderts bis weit ins 19. Jahrhundert eine wichtige Stadt um das Gebirge Mátra wurde. Wegen der schon damals hohen Einwohnerzahlen entschieden sich Franziskaner im 15. Jahrhundert, eine Kirche zu bauen, die 1461 von Matthias Corvinus und 1490 von Ulászló II. besucht wurde.
Zwischen 1546 und 1687 war Gyöngyös unter türkische Oberhoheit gestellt, der Bevölkerung ging es aber im Gegensatz zu anderen Teilen Ungarns unter türkischer Besetzung relativ gut. Die Einwohner wurden nicht unterdrückt, so dass die Wirtschaft und der Weinanbau weiter wuchsen. Zwischen 1708 und 1710 kam zu großen Pestausbrüchen, an denen unter anderem János Vak Bottyán, einer der erfolgreichsten ungarischen Heerführer starb. Er wurde in der Franziskanerkirche in Gyöngyös begraben.
Am 1. April 1848 traf sich im Schloss Orczy die Honvéd (ung. „Heer“) unter Führung Artur Görgeys, der seine Pläne für den Feldzug gegen die Habsburger vorstellte und darüber abstimmen ließ. Zwei Tage später besuchte auch Lajos Kossuth Gyöngyös. Die Entwicklung der Stadt wurde danach relativ stark gebremst, da die Eisenbahnlinie Pest–Hatvan–Miskolc–Kassa (heute: Košice; Slowakei) an der Stadt vorbeiführte. Erst 1870 bekam Gyöngyös eine Abzweigung der Eisenbahnlinie von Vámosgyörk aus. An der von 1883 bis 1885 dauernden Reblaus-Epidemie ging die bis dahin blühende Weinverarbeitung zu Grunde. Die nachfolgenden Feuersbrünste von 1904 und 1908 hätten die Lage verschlimmern können, aber das Gegenteil war der Fall: Die Stadt wurde kunstvoll verschönert und ausgebaut, die Lage besserte sich.
Der 21. Mai 1917 war eine der dunkelsten Tage der schon knapp 800 Jahre des Bestehens der Stadt: Eine riesige Feuersbrunst brach aus, die fast durch die ganze Stadt wanderte und die ganze Innenstadt verwüstete.  Insgesamt 549 Häuser und 1400 Nebengebäude wurden vernichtet. Sofort nach dem Ende der Feuersbrunst besuchte Karl IV. die Stadt, um sofort den Neubau der Stadt zu veranlassen. Es wurden im ganzen Land Spenden für den Neuaufbau von Gyöngyös gesammelt, und nach dem Ersten Weltkrieg wurde die Stadt nach den Plänen von László Wargha, einem Architekturprofessor, und unter tatkräftiger Mithilfe von Bürgermeister Árpád Puky neu aufgebaut; so bekam Gyöngyös sein heutiges Gesicht.

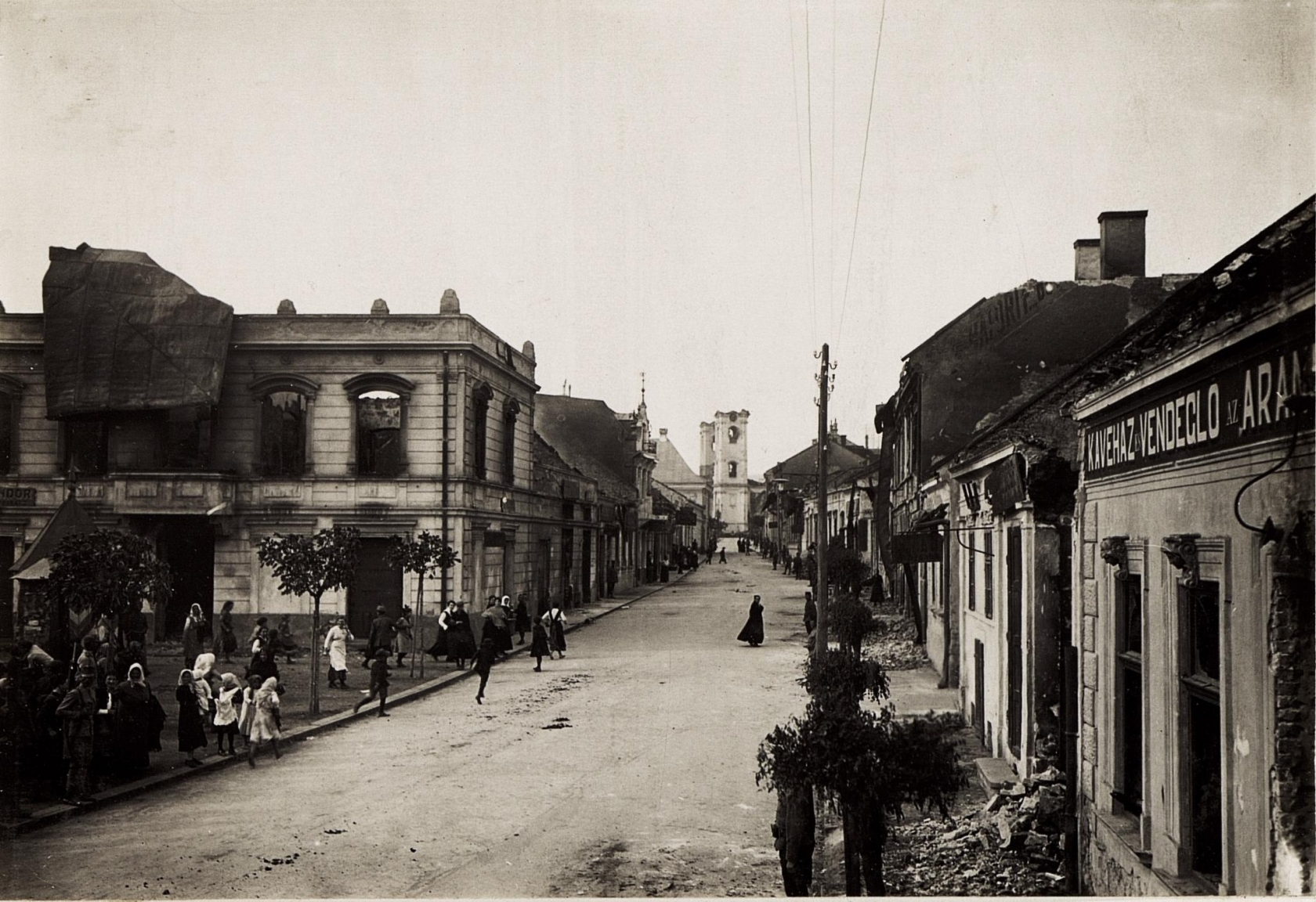
Blick auf Gyöngyös am 23. Mai 1917

Um die Jahrhundertwende wurde Gyöngyös als Tourismusziel und Tor zum nahe gelegenen Mátra-Gebirge entdeckt, was in den 1930er Jahren gipfelte, in denen der größte Teil der heute noch bestehenden Hotels und die Skipiste am Berg Kékes gebaut wurde. Weitere große Entwicklungssprünge sind in den 1950er Jahren mit dem Ausbau des Sástó (See im Mátra-Gebirge) und zwischen 1970 und 1980 zu erkennen. In diesen Jahren wurden mit dem Bau neuer Hotels und dem Ausbau der Trink- und Abwasserleitungen rund um Gyöngyös Parks und Ruheplätze neu ausgewiesen und errichtet.
Heute ist Gyöngyös neben Eger eine zentrale Stadt im Komitat Heves und hat erschließende Bedeutung zum beliebten Erholungsziel Mátra-Gebirge.

## Sehenswürdigkeiten und Kultur

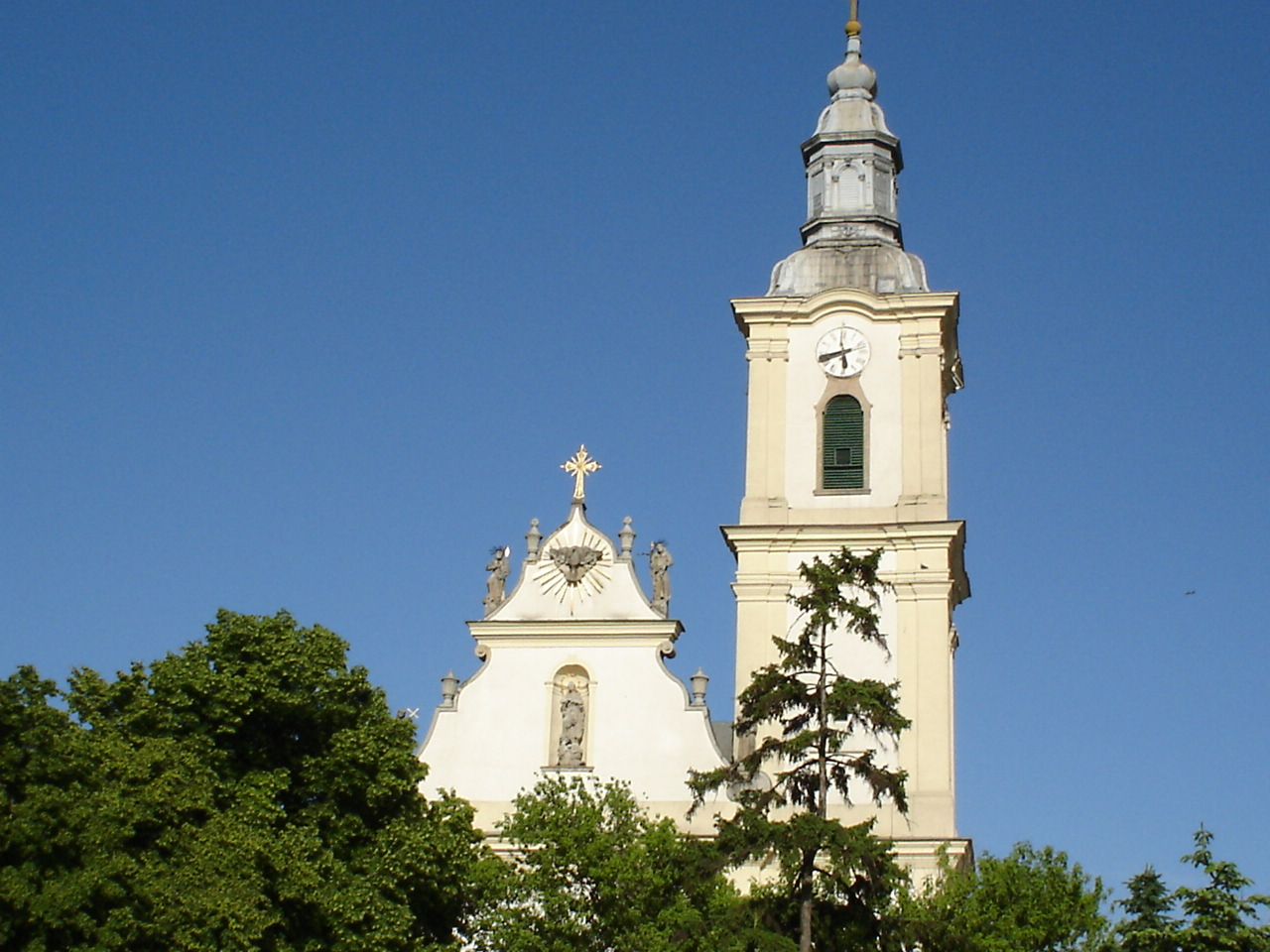
Der Turm der Franziskanerkirche

### Franziskanerkirche
Das Franziskanerhaus in Gyöngyös wurde 1370 gegründet. Die ältesten Teile der Kirche wurden im 14. Jahrhundert erbaut. Sie wurde 1528 von den Türken geplündert und von den Franziskaner-Mönchen fünf Jahre später wieder aufgebaut. Im 18. Jahrhundert wurde die Kirche auf Grund der stetig wachsenden Messebesucher um- und ausgebaut. In der Kirche selber ruht János Vak Bottyán, einer erfolgreichsten und beliebtesten Generäle Ungarns, der bei einem zwischen 1708 und 1710 wütenden Pestausbruch ums Leben kam.

### Schloss Orzcy – Mátra-Museum

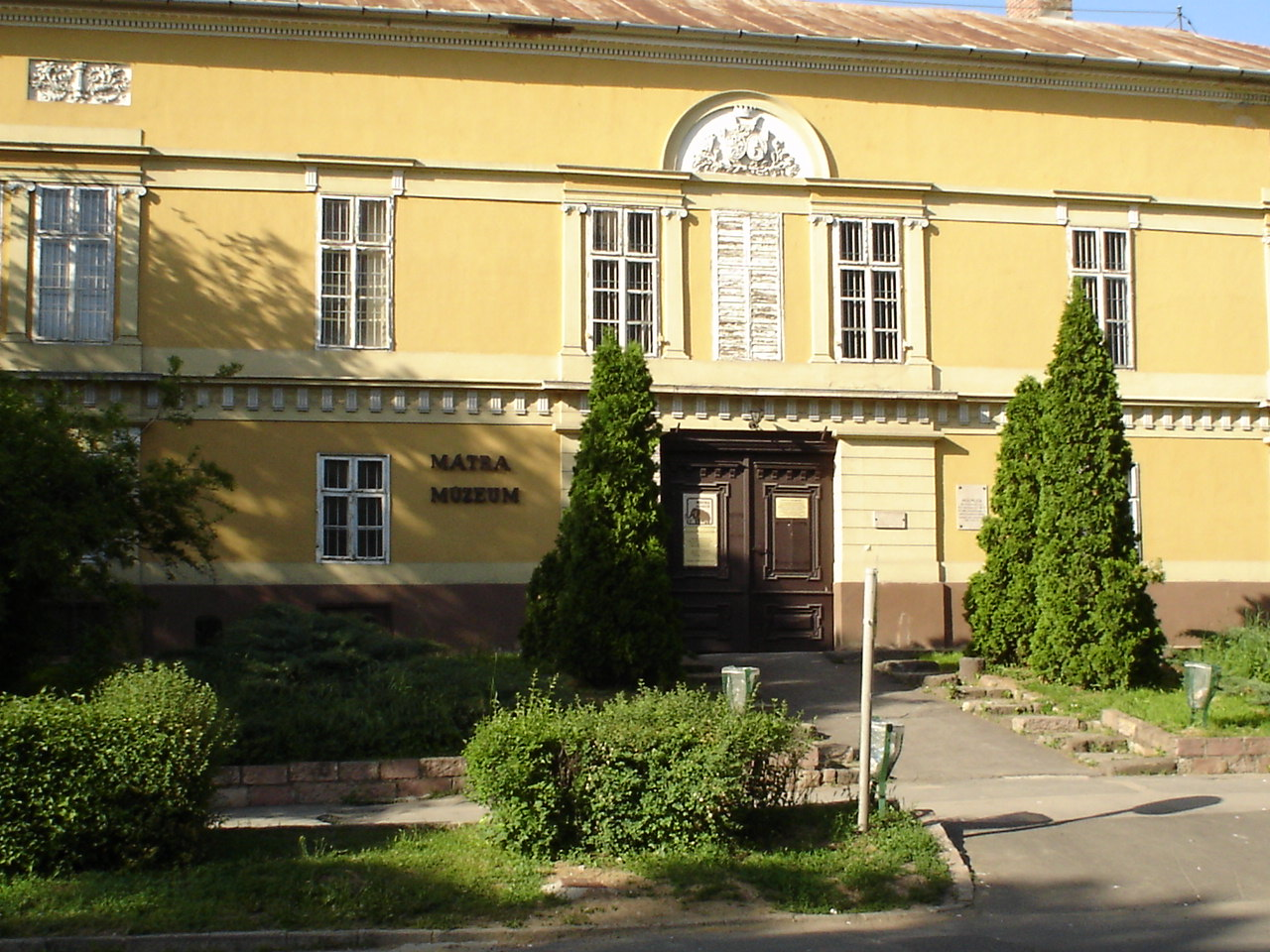
Der Eingang des Mátra-Museums

Das klassizistische Schloss Orczy wurde im 18. Jahrhundert erbaut, im 19. Jahrhundert umgebaut, und um das Jahr 1826 bekam es seine endgültige und heutige Form. Der Name stammt von dem Besitzer und Erbauer István Orczy, von dessen Nachfahren das Schloss 1930 von der Stadt gekauft und 1957 in ein Museum umgewandelt wurde.
Das Museum selber macht den Besucher, neben der wechselvollen Geschichte Gyöngyös’, mit den Pflanzen und Tieren im Mátra-Gebirge bekannt. Ein berühmtes Ausstellungsstück im Museum ist das Skelett eines jungen Mammuts.

### János-Berze-Nagy-Gymnasium

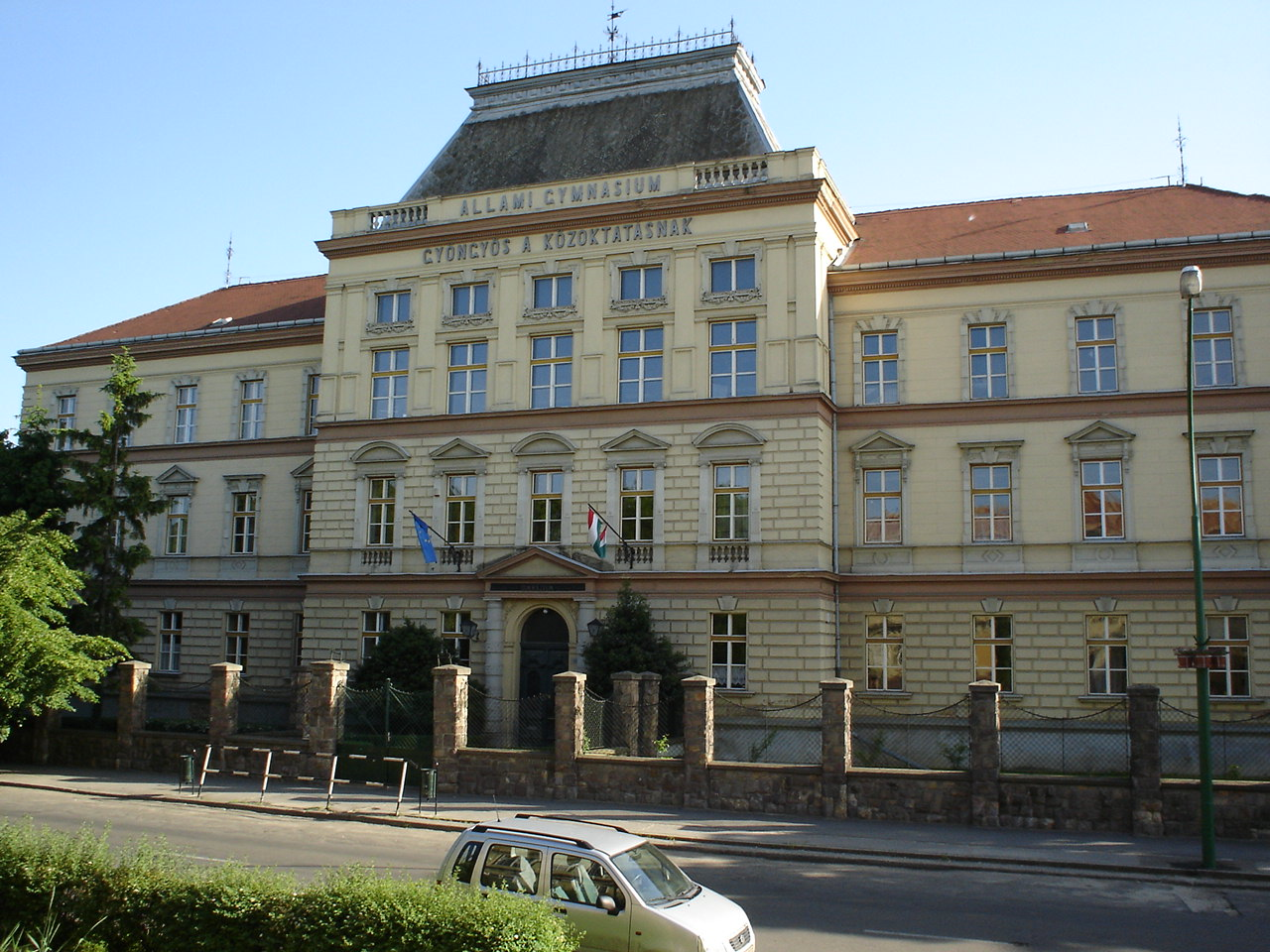
Der Haupteingang der Schule

Das nach dem ungarischen Märchenforscher János Berze Nagy benannte Gymnasium liegt dem Mátra-Museum direkt gegenüber und wurde 1898–1899 nach Plänen von Miksa Rausher errichtet, der auch Bauherr des Gebäudes war. Das zweistöckige Bauwerk ist im eklektizistischen Stil gebaut und bescherte dem Architekten Rausher den größten Erfolg seiner Karriere, er wurde aufgrund der zielgerichteten Einrichtung des Gymnasiums 1908 mit der Goldmedaille bei einer Schulausstellung in London ausgezeichnet. 1982–1983 wurde die Schule renoviert und gleichzeitig ein neuer Flügel errichtet.

### Mátraeisenbahn

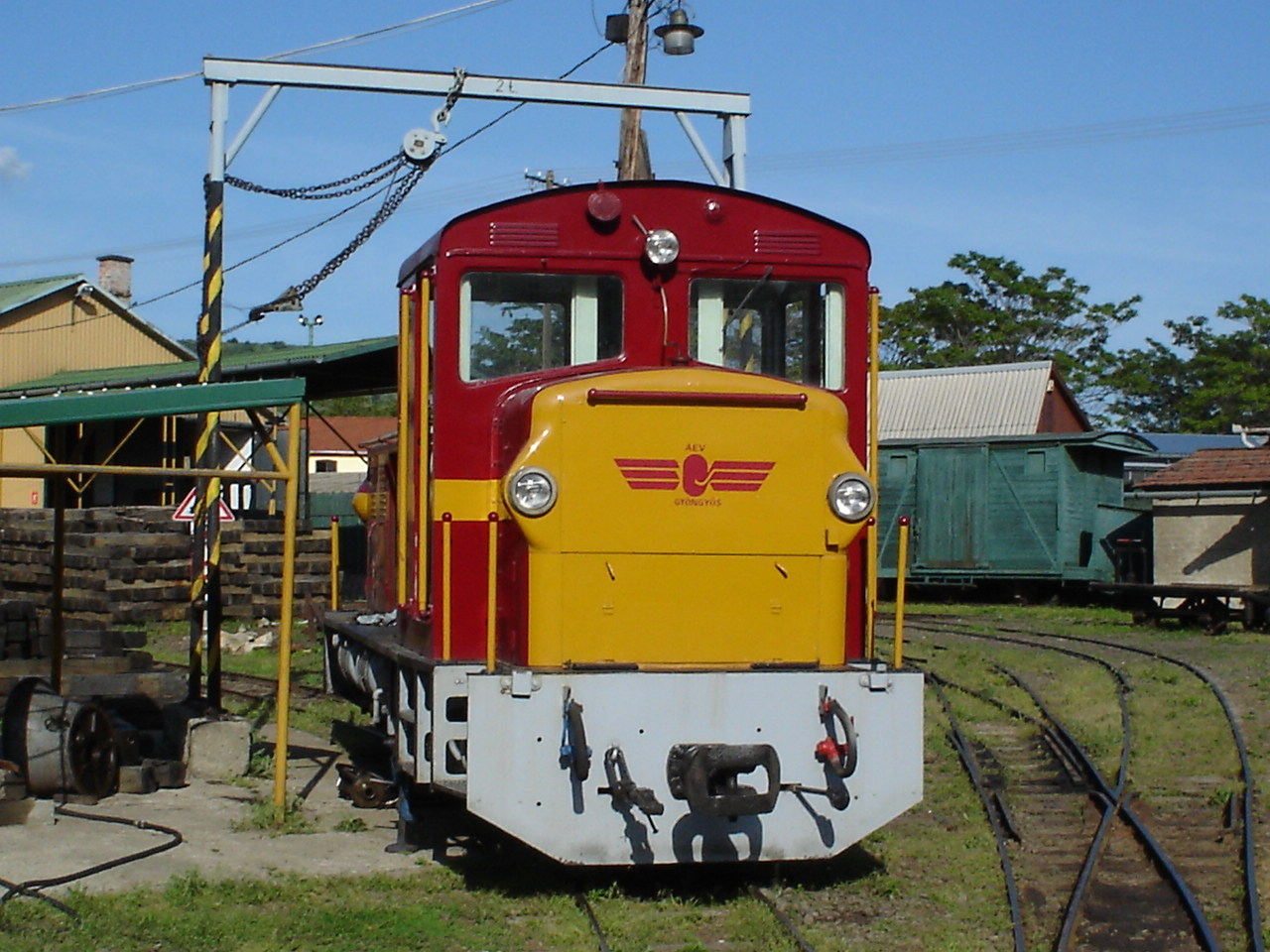
Eine Lok der Mátraeisenbahn

In direkter Nachbarschaft zum Mátra-Museum und dem Gymnasium befinden sich Endbahnhof und Betriebsanlagen der Mátraeisenbahn. Deren Strecken führen von Gyöngyös ins Mátragebirge nach Mátrafüred, einer Siedlung nördlich von Gyöngyös, und Lajosháza, einem Dorf im Mátragebirge. Sie verkehrt auf einer Gesamtstrecke von 18 km.
Eigentlich war die Bahnlinie zum Transport von Rohstoffen aus den nahegelegenen Waldgebieten und Steinbrüchen bestimmt. Sie wurde streckenweise 1906, 1923 und 1926 erbaut und eröffnet. Im Jahr 1937 wurde die Strecke bis zum Kékes, dem mit 1014 m höchsten Berg Ungarns, verlängert. Durch den Zweiten Weltkrieg ruhte der Verkehr kurzzeitig auf der Bahnstrecke, bis 1949 das gesamte Bahnnetz verstaatlicht wurde und die Mátraeisenbahn 1951 außerdem um eine Verzweigung nach Pipishegy ergänzt wurde, wo seinerzeit eine Werkzeug- und Maschinenfabrik entstand. Insgesamt betrug die Streckenlänge im Jahr 1950 48 km.
In den 1960er Jahren wurden schrittweise die bisher in Betrieb befindlichen Dampflokomotiven durch modernere und leistungsfähigere Dieselloks ersetzt. In dieser Zeit nahm der Rohstoff- und Warenverkehr deutlich ab, während der Tourismus einen sprunghaften Anstieg erfuhr, so dass die Bahn ihren Höhepunkt erlebte. Der Abstieg begann in den 1970er Jahren, als der Transport vermehrt auf die Straße verlagert wurde und beispielsweise Holz ab 1978 gar nicht mehr per Bahn transportiert wurde.
Die Bahn hat sich heutzutage hauptsächlich auf die Beförderung von Touristen beschränkt.
Der Abzweig nach Lajoshaza ist inzwischen ohne Personenverkehr.

### Apostel-St.-Berthold-Kirche

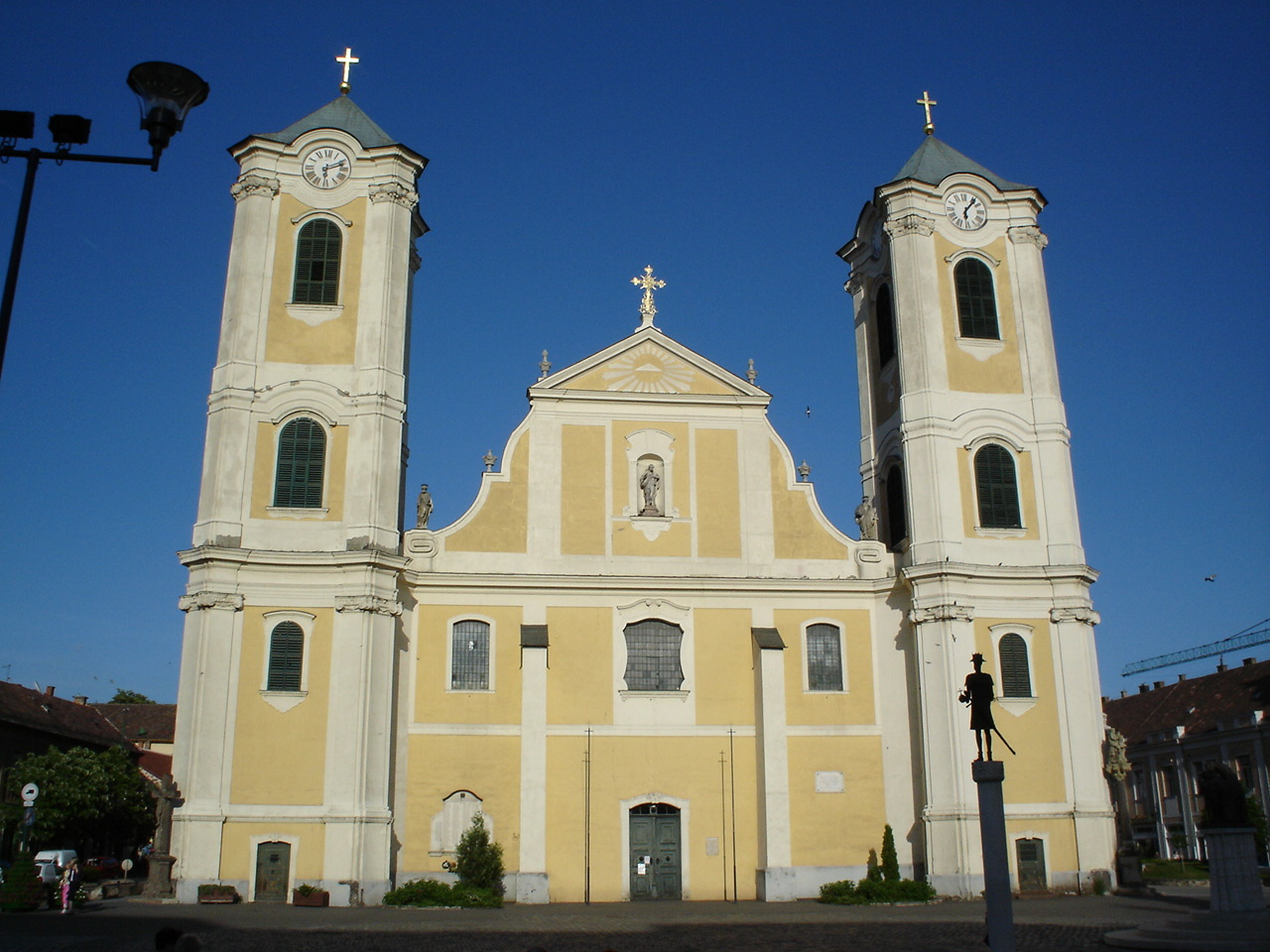
Apostel-St.-Berthold-Kirche

Die erste Kirche der Siedlung, damals noch eine kleine Kapelle, die auf der Fläche der heutigen Apostel-St.-Berthold-Kirche (Szent Bertalan-templom) errichtet wurde, stand bereits 1301. Sie wurde Mitte des 14. Jahrhunderts von Tamás Szécsényi und dessen Familie wiederaufgebaut, nachdem sie 1320 abgebrannt war. In den nächsten Jahrhunderten fiel die Kirche mehrmals dem Feuer zum Opfer. Im letzten Viertel des 15. Jahrhunderts wurde sie, wiederum nach einem Feuer, im spätgotischen Stil renoviert und vergrößert; zu dieser Zeit war sie die größte Kirche in Ungarn. Zwischen 1746 und 1756 wurde sie im Barock-Stil umgebaut, 1772 wurde der heute noch stehende nördliche Glockenturm, 1815 der südliche fertiggestellt.
Während des großen Feuers 1917, dem hunderte Häuser in Gyöngyös zum Opfer fielen, brannte die Kirche nahezu vollkommen nieder und wurde 1921–1922 von den zwei Architekten Virgil Nagy und Gyula Wälder wiederhergestellt. Heute ist die Apostel-St.-Berthold-Kirche die größte der unzähligen Kirchen und Kapellen in Gyöngyös.

## Weitere Sehenswürdigkeiten
- Alte Synagoge, erbaut 1820
- Neue Synagoge, erbaut 1929/30
- Franziskanerpfarrkirche Mariä Heimsuchung, 14.–15. Jahrhundert, spätgotisch, im 18. Jahrhundert barock umgebaut

## Städtepartnerschaften

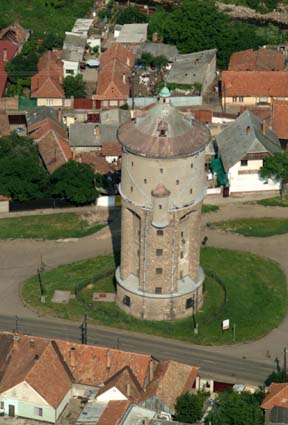
Gyöngyös – Wasserturm

- Luohe, Volksrepublik China, seit 2019[2]
- Manisa, Türkei, seit 2016[2]
- Mukatschewo, Ukraine, seit 2016[2]
- Pieksämäki, Finnland, seit 2000[2]
- Ringsted, Dänemark, seit 1973[2]
- Sanok, Polen, seit 2003[2]
- Schetissai, Kasachstan[2]
- Schuscha, Aserbaidschan, seit 2013[2]
- Štip, Nordmazedonien, seit 2016[2]
- Târgu Secuiesc, Rumänien, seit 1995[2]
- Zeltweg, Österreich, seit 1993[2]

## Persönlichkeiten
- János Hám (1781–1857), römisch-katholischer Geistlicher, Bischof von Sathmar
- Pál Almásy (1818–1882), Großgrundbesitzer, Politiker und Präsident des Abgeordnetenhauses
- Eszter Urbán (* 1984), Fußballschiedsrichterin